# Samantha Jade
Samantha Jade Gibbs (Perth, 18 aprile 1987) è una cantante e attrice australiana.
Dopo un tentativo di lanciare la propria carriera in USA, Jade è diventata famosa dopo aver vinto l'edizione del 2012 di X Factor Australia. Nella sua carriera ha pubblicato 4 album e portato avanti vari progetti come attrice televisiva.

## Carriera
Nel 2004 ha firmato un contratto con la Jive Records in California e ha coscritto il brano Secret Love, registrato da JoJo per la colonna sonora del film Shark Tale.
Nel 2006 ha registrato il brano Step Up per un'altra colonna sonora, quella del film Step Up.
Il suo successivo singolo Turn Around è uscito nel 2007. Nello stesso anno ha coscritto il brano Positivity, inserito nell'album di debutto di Ashley Tisdale, e cantato i background vocals nel brano di Tiffany Evans Can't Walk Away.
Nel 2009, in seguito alla fine dei rapporti lavorativi con la Jive Records, registra un brano con David Guetta e Laidback Luke che viene inserito come "bonus track" in alcune versioni internazionali dell'album One Love di Guetta.
Nel 2010 debutta come attrice partecipando al film Beneath the Blue.
Nel novembre 2012 ha vinto la quarta edizione del talent-show televisivo The X Factor - Australia dopo essere stata guidata dal coach Guy Sebastian. Successivamente ha firmato un contratto con la Sony Music Australia e ha pubblicato il suo primo singolo What You've Done to Me, che ha debuttato al primo posto della classifica ARIA Singles Chart. Nel dicembre 2012 pubblica il suo primo album in studio, l'eponimo Samantha Jade.
Nel giugno 2013 pubblica il singolo Firestarter, il cui video ottiene il premio "miglior video" ai ventisettesimi ARIA Music Awards. Nel medesimo anno partecipa come headliner al The X Factor Live Tour e si esibisce in varie performance in giro per il mondo, inclusa una partecipazione all'evento X Factor Around The World. L'anno si conclude con la pubblicazione del singolo Soldier, che viene certificato oro in Australia. Nel gennaio 2014 reinterpreta il brano I Am Australian insieme a tante altre cantanti australiane come Dami Im e Jessica Mauboy. Sempre nel 2014 interpreta il ruolo di Kylie Minogue nella miniserie INXS: Never Tear Us Apart. Segue la pubblicazione del singolo Up.
Nel 2015 apre la leg australiana del On The Road Again Tour degli One Direction. Segue un'altra esperienza come attrice nella soap opera Home and Away. 20 novembre 2015 è stato pubblicato il suo secondo album in studio Nine. Dall'album vengono estratti i singoli Shake That (feat. Pitbull) nel luglio 2015, Always nel febbraio 2016 e i successivi Crushed e Ooh Ooh Ooh. Ha recitato nella miniserie televisiva australiana House of Bond, andata in onda nell'aprile 2017 su Nine Network. Nel 2016 pubblica il singolo Hurt Anymore.
Nel 2017 porta avanti un tour in UK e lancia la sua prima linea di cosmetici, Samantha Jade for Models Prefer. Successivamente pubblica il singolo Circles On The Water. Nel febbraio 2018 pubblica il singolo Best of My Love, cover del gruppo The Emotions. Dopo un altro singolo dal titolo Roller Skates, uscito nel mese di marzo, pubblica il 20 aprile 2018 il suo terzo album in studio Best of My Love. Si tratta del secondo album di cover per l'artista dopo il disco d'esordio uscito nel 2012. Nel novembre dello stesso anno pubblica l'album natalizio The Magic Of Christmas.
All'inizio del 2019 annuncia l'intenzione di pubblicare un quinto album e pubblica il singolo Bounce. Dopo aver rilasciato altre dichiarazioni sull'album, nel 2020 Jade presta il suo volto ad una campagna contro il suicidio dell'associazione non profit R U OK. Il 23 ottobre 2020 pubblica il singolo Back 2 Back, in contemporanea con il relativo videoclip musicale. Il successivo 20 novembre pubblica il secondo singolo New Boy.

## Stile ed influenze
Classificata vocalmente come soprano, Samantha Jade cita Beyoncé, Robyn e Mariah Carey come sue principali influenze.

## Vita privata
Dopo aver vissuto in California durante i primi anni della sua carriera musicale, Jade è tornata in patria a causa delle grandi difficoltà riscontrate nel cercare di ottenere un secondo contratto discografico in USA. Una volta tornata in Australia ha inizialmente lavorato come make up artist prima di partecipare ad X Factor Australia. A partire dal 2019 è fidanzata con Pat Handlin.

## Discografia
Album studio
- 2012 - Samantha Jade
- 2015 - Nine
- 2018 - Best of My Love
- 2018 - The Magic of Christmas

Singoli
- 2006 - Step Up
- 2007 - Turn Around
- 2009 - Secret
- 2012 - What You've Done to Me
- 2013 - Firestarter
- 2013 - Soldier
- 2014 - Up!
- 2014 - Sweet Talk
- 2015 - Shake That (feat. Pitbull)
- 2016 - Always
- 2018 - Best of My Love
- 2018 - Roller Skates

## Filmografia parziale
- Beneath the Blue, regia di Michael D. Sellers (2010)
- The X Factor Australia, vincitrice dell'edizione 4 (2012)
- Never Tear Us Apart: The Untold Story of INXS (2014) - serie TV; interpreta Kylie Minogue
- Home and Away - soap opera; interpreta Isla